# 君頤峰

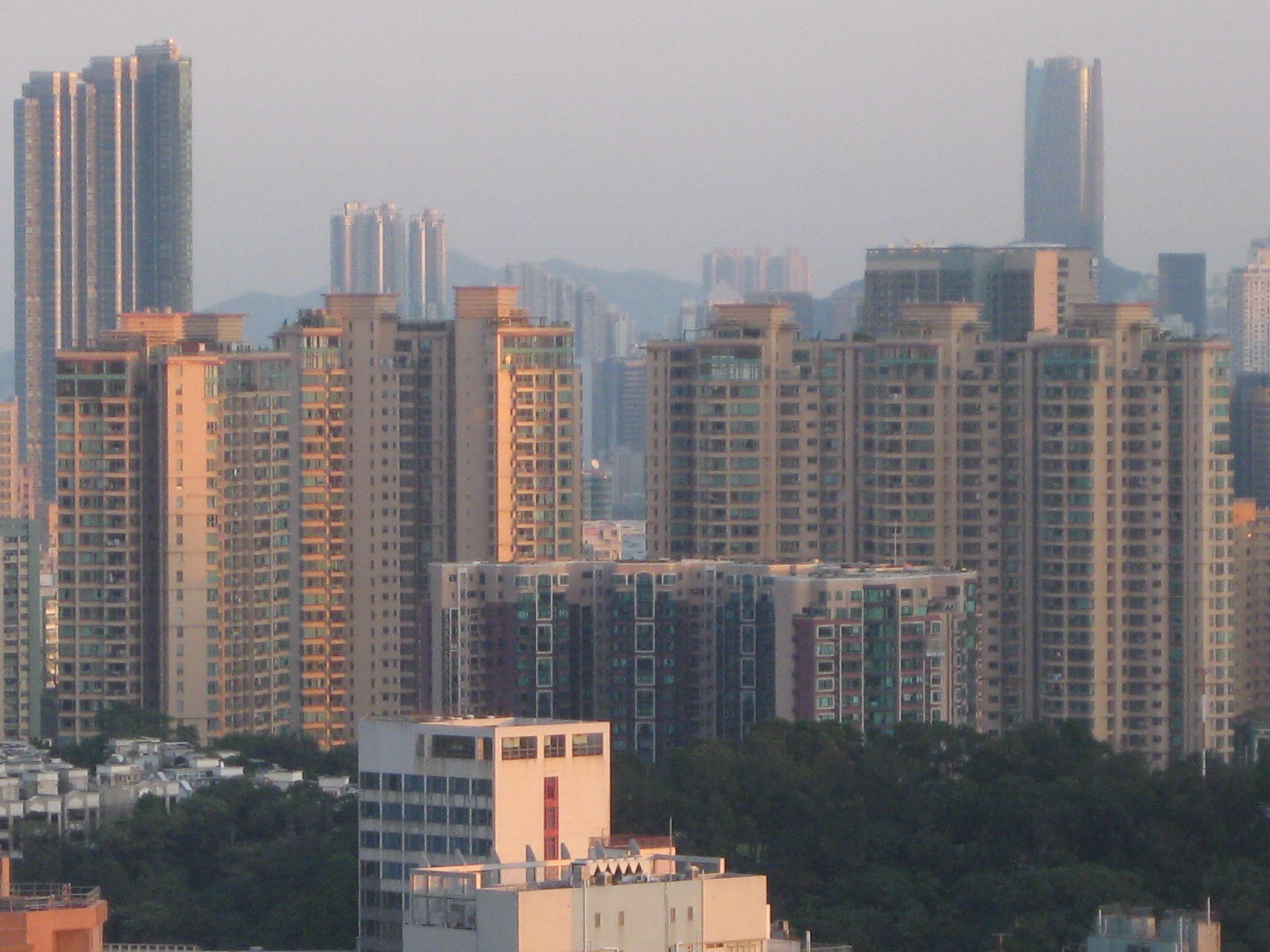
君頤峰西面

君頤峰（英語：Parc Palais）位於香港九龍京士柏衛理道18號，前身為1977年建成至1995年關閉的何文田英國陸軍醫院。於2004年6月落成，屬於區內少有的大型豪華住宅，屋苑由富城集團管理。
君頤峰由新世界發展、信和集團、九龍倉集團、華人置業集團及萬泰集團共同發展，共有8座樓宇及700個住宅單位。單位面積由1,011至2,035平方呎，主要為3房（連主人套房）2廳及4房（2套房）2廳設計，另有少量為2房（連主人套房）2廳加多用途房。
屋苑住客會所面積達5萬呎，設施包括室內及室外泳池、閱讀室、撞球室、多用途球場、宴會廳、兒童遊樂場、遊戲室、健身室、桑拿室及網球場。

## 區內配套
- 香港欖球總會京士柏運動場
- 京士柏網球場
- 京士柏曲棍球場
- 南華體育會網球中心
- 京士柏道花園
- 伊利沙伯醫院
- 油麻地消防局

### 中學
- 循道中學
- 拔萃女書院
- 真光女書院
- 九龍華仁書院
- 天主教新民書院
- 基督教香港信義會信義中學

### 小學
- 循道學校
- 拔萃女小學
- 嘉諾撒聖瑪利學校
- 油蔴地天主教小學
- 九龍婦女福利會李炳紀念學校

### 大專
- 香港理工大學
- 香港都會大學
- 東華學院
- 明愛白英奇專業學校

## 外部連結
君頤峰官方網頁（页面存档备份，存于）